# Kijas (islam)
Kijas (ar. قياس) – zasada analogicznego rozumowania. Jeśli jakiś przypadek nie został uwzględniony w Koranie i sunnie, to punktem wyjściowym staje się podobna sytuacja, którą można porównać do opisanej w którymś z wymienionych źródeł.